# Marina Aziabina
Marina Aziabina (ryska: Маҏина Азябина), född den 15 juni 1963, är en rysk före detta friidrottare som tävlade i häcklöpning.
Aziabinas främsta merit är att hon blev silvermedaljör efter Gail Devers vid VM 1993 i Stuttgart, när hon noterade tiden 12,60 på 100 meter häck. Hon var i semifinal vid Olympiska sommarspelen 1992 i Barcelona.

## Personliga rekord
- 100 meter häck - 12,47